# Heinrich Barkhausen
Heinrich Georg Barkhausen (* 2. Dezember 1881 in Bremen; † 20. Februar 1956 in Dresden) war ein deutscher Physiker. Nach ihm sind in der Physik und Technik unter anderem der magnetische Barkhausen-Effekt, die Barkhausenschaltung, die Barkhausen-Kurz-Schwingung, die Barkhausensche Röhrenformel und das Stabilitätskriterium von Barkhausen benannt.

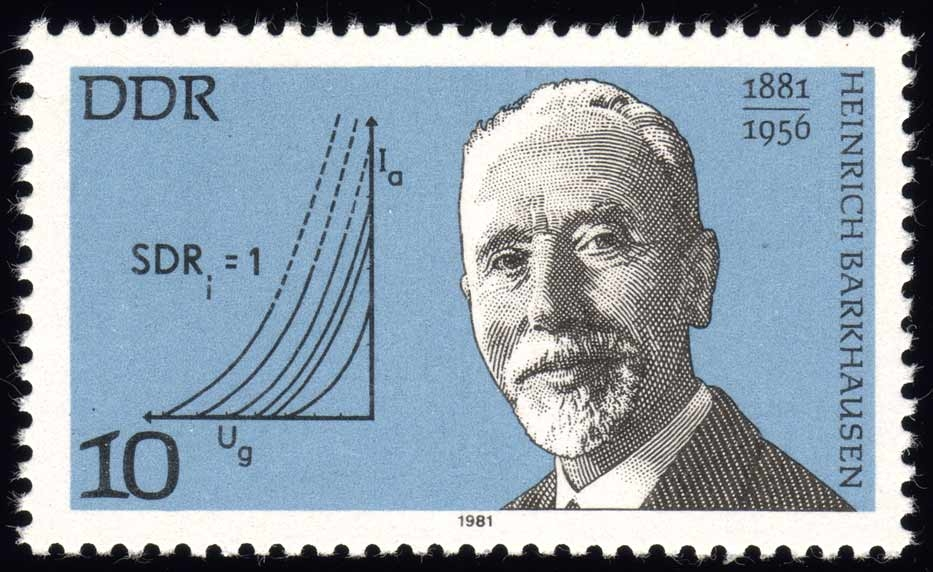
Briefmarke mit seinem Porträt

## Anfänge

### Studium
Heinrich Barkhausen stammte aus einer angesehenen Bremer Bürgerfamilie. Er zeigte schon in früher Jugend Interesse an Technik und Naturwissenschaften, woraufhin seinem Abitur im Frühjahr 1901 ein sechsmonatiges Praktikum in der Eisenbahnreparaturwerkstätte Bremen folgte, dem sich ein Studium der Physik anschloss. Barkhausen begann an der Technischen Hochschule München, es folgten die Universitäten von Berlin (1902), München (1903) und Göttingen (1903), wo er 1906 schließlich eine Assistentenstelle am Institut für angewandte Elektrizität bei Hermann Theodor Simon (1870–1918) annahm, der ihn im gleichen Jahr zum Dr. phil. promovierte.

### Promotionsschrift
Im Jahr 1907 erschien Barkhausens Dissertation „Das Problem der Schwingungserzeugung mit besonderer Berücksichtigung schneller elektrischer Schwingungen“ als Buch und fand große Resonanz. Eugen Nesper sagte über dieses Werk, dass es das Tohuwabohu der Anschauungen auf dem Schwingungsgebiet beendet habe, in dem es den Fragenkomplex klar, umfangreich und höchst anschaulich behandele.

### Berliner Zeit
Barkhausen erhielt sofort nach Erscheinen seines Werkes ein Stellenangebot von Siemens in Berlin – solch eine Offerte war seinerzeit noch ungewöhnlich. Dort arbeitete er als Ingenieur und nebenbei an einer Habilitationsschrift, die er 1910 abschloss. Daraufhin wurde er von der TH Berlin als Privatdozent für Elektrotechnik zugelassen.

## An der TH Dresden

### Institutsgründung

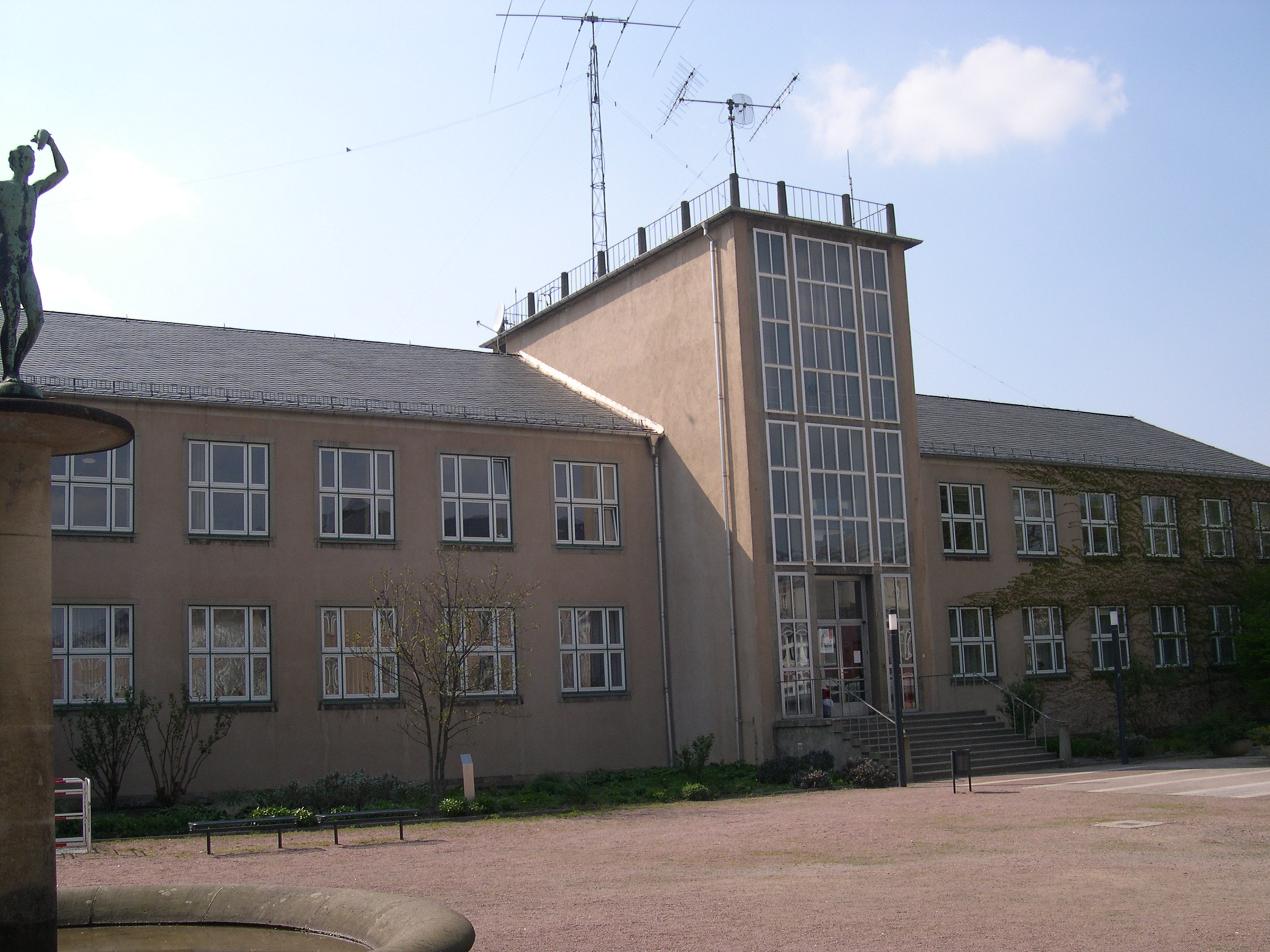
Barkhausen-Bau der TU Dresden

1911 erreichte Barkhausen ein Ruf an die TH Dresden als außerordentlicher Professor und Direktor des neu gegründeten Instituts für Schwachstromtechnik. Es handelte sich um das deutschlandweit erste selbstständige Institut für Schwachstromtechnik. Im Sommersemester 1911 kam es zu ersten Vorlesungen über drahtgebundene und drahtlose Telegrafie und Telefonie. Im Wintersemester folgten die Elektrische Meßkunde und ein Praktikum der Schwachstromtechnik, im Sommersemester 1912 die Theorie der Leitungen und im Wintersemester 1912/13 Wissenschaftliche Grundlagen der Telefonie und Telegrafie. Dabei verfolgte Barkhausen einen neuen Weg: Bisher orientierte man sich bei der Wissensvermittlung an der Konstruktion und Ausführung der in der Praxis verwendeten Geräte und Anlagen. Nun standen die theoretischen Grundlagen und funktionalen Zusammenhänge im Vordergrund. Allerdings waren auch theoretische Vorlesungen stets mit anschaulichen Beispielen verbunden. Unter den ersten Hörern befand sich der Japaner Hidetsugu Yagi.
Der Institutsaufbau erforderte viel Arbeit, wobei es anfänglich nicht einmal eine Schreibkraft und dann nur eine halbtägige Assistentenstelle gab.

### Schwachstromtechnik um 1910
In Dinglers Polytechnischem Journal sagte Barkhausen: „Wenn von Elektrotechnik die Rede ist, so denkt der Laie meist an irgendwelche imposante Kraftleistungen: sausende Maschinen, eilende Bahnen, Krane, die ohne jede sichtbare Anstrengung fabelhafte Lasten heben, Wasserfälle, die ihrer Energie beraubt werden, um Licht zu schaffen. Gegen solche Respekt und Bewunderung einflößende Leistungen der Starkstromtechnik erscheint ihm die Schwachstromtechnik, wobei er an Hausklingelanlagen und allerlei Kinderspielzeug denkt, leicht als etwas Kleinliches ohne größere wirtschaftliche Bedeutung.“
Die Elektrotechnik begann mit Versuchen der Schwachstromtechnik, deren praktischer Nutzen sich ab 1880 in der Starkstromtechnik zeigte. Anwendungen der Schwachstromtechnik selbst entstanden mit der Nachrichtenübertragung erst nach 1900 im kleinen Umfang. So interessierte sich kaum jemand für Barkhausens Vorlesungen und er musste in der Anfangszeit mühevoll um Studenten werben.

### Erster Weltkrieg
Mit Beginn des Ersten Weltkrieges wurde Barkhausen „beurlaubt“ und ab 1915 als wissenschaftlicher Hilfsarbeiter bei der Inspektion des Torpedowesens der Kaiserlichen Marine in Kiel verpflichtet. Dort bekam er den Auftrag, ein Pendant zum Relais der Morsetelegrafie für die Telefonie zu schaffen:
Bei der Nachrichtenübermittlung nimmt die Signalleistung mit zunehmender Entfernung aufgrund der Verluste im Kabel immer mehr ab, so dass die Nachricht ab einer bestimmten Entfernung nicht mehr wahrnehmbar ist. Größere Telegrafie-Strecken lassen sich mittels Relaisstationen überbrücken. Dabei wird anstelle des Empfängers ein Relais, sozusagen eine fernbediente Morsetaste, angeschlossen, so dass ab dieser Stelle wieder die gleiche Distanz überbrückt werden kann. Solch ein Relais kennt aber nur die Zustände Ein und Aus, für die Telefonie wäre aber ein stufenloses (analoges) Bauelement erforderlich.
Ein derartiges Bauelement hatte Robert von Lieben 1910 in Gestalt der Elektronenröhre mit Gitter, der Triode, erfunden. Heinrich Barkhausen brachte diese Röhre nun im Geheimen zur Anwendungsreife. Bei der Arbeit entdeckte er auch die nach ihm benannten diskreten Sprünge auf der Ummagnetisierungskurve von Eisen, den Barkhauseneffekt und forschte zur Erzeugung von Zentimeterwellen mittels Elektronentanzschwingungen in der Elektronenröhre, die Barkhausen-Kurz-Schwingung,  welche die Entwicklung der Laufzeitröhren einleitete.

### Während der Weimarer Republik
Nach dem Krieg lehrte Heinrich Barkhausen wieder an der Universität, wo mit dem beginnenden Hörfunk in Deutschland das Interesse an seinem Fachgebiet enorm zunahm. Auch bestand ein großes Interesse der Radioindustrie und -sender an den Absolventen. Seit 1919 gab es Pläne für einen Neubau des Instituts, an den aber dennoch während der ganzen Zeit nicht zu denken war. Barkhausen beschäftigte sich ab 1920 auch mit der Elektroakustik und stand dabei vor dem Problem, dass es kein Lautstärkemaß gab, woraufhin er 1925 die Maßeinheit Phon einführte. Nach ihm ist auch die Bark-Skala benannt. Barkhausen reiste 1929 in die USA und 1930 in die Sowjetunion, erhielt 1932 die Ehrendoktorwürde der TH Darmstadt und veröffentlichte eine Einführung in die Schwingungslehre.

### Lehrbuch der Elektronenröhren
Im Jahr 1923 erschien der erste Band des Lehrbuchs der Elektronenröhren, welches schon 1924 eine Verbesserung erfuhr. 1925 folgte der zweite Band über Röhrensender, 1929 der dritte über Röhrenempfänger. Später wurde die inhaltliche Gliederung überarbeitet. Der erste Band widmete sich nun den allgemeinen Grundlagen der Röhrentechnik, der zweite Band den Verstärkern und der dritte Band der Rückkopplung. Hinzu kam ein vierter Band über Gleichrichter und Empfänger. Dieses Standardwerk war bis zum Ende der Röhrenära sämtlichen Radiokonstrukteuren bekannt, vor allem hierdurch wurde der Name Barkhausen zum Begriff. Es gilt bis heute als das umfassendste und bedeutendste seiner Art. Bei der Zusammenstellung blieb er seiner Linie treu, Theorie und Praxis miteinander zu verflechten; so zeigt er oft die mathematisch korrekte Ableitung eines Zusammenhangs auf (z. B. Barkhausensche Röhrenformel) und untermauert ihn mit messtechnischen Erkenntnissen aus der Praxis, kann aber auch Abweichungen schlüssig erklären.
Barkhausen hat 1955 die 7. Auflage noch selber überarbeitet. Die letzte Ausgabe, bearbeitet von Eugen-Georg Woschni, ist 1965 erschienen.

### Zeit des Nationalsozialismus
In den 1930er-Jahren arbeitete Barkhausen nur noch mit wenigen Assistenten weiter. Er unterzeichnete im November 1933 das Bekenntnis der Professoren an den deutschen Universitäten und Hochschulen zu Adolf Hitler.
Er reiste 1938 nach Japan und 1942 nach Rumänien.
Am 13. Februar 1945 fiel das Institut schließlich dem Bombenangriff auf Dresden zum Opfer, woraufhin er im März 1945 „beurlaubt“ wurde.
Daraufhin verließen er und seine Frau Dresden und kamen bei Verwandten in der Lüneburger Heide unter.

### Nachkriegszeit

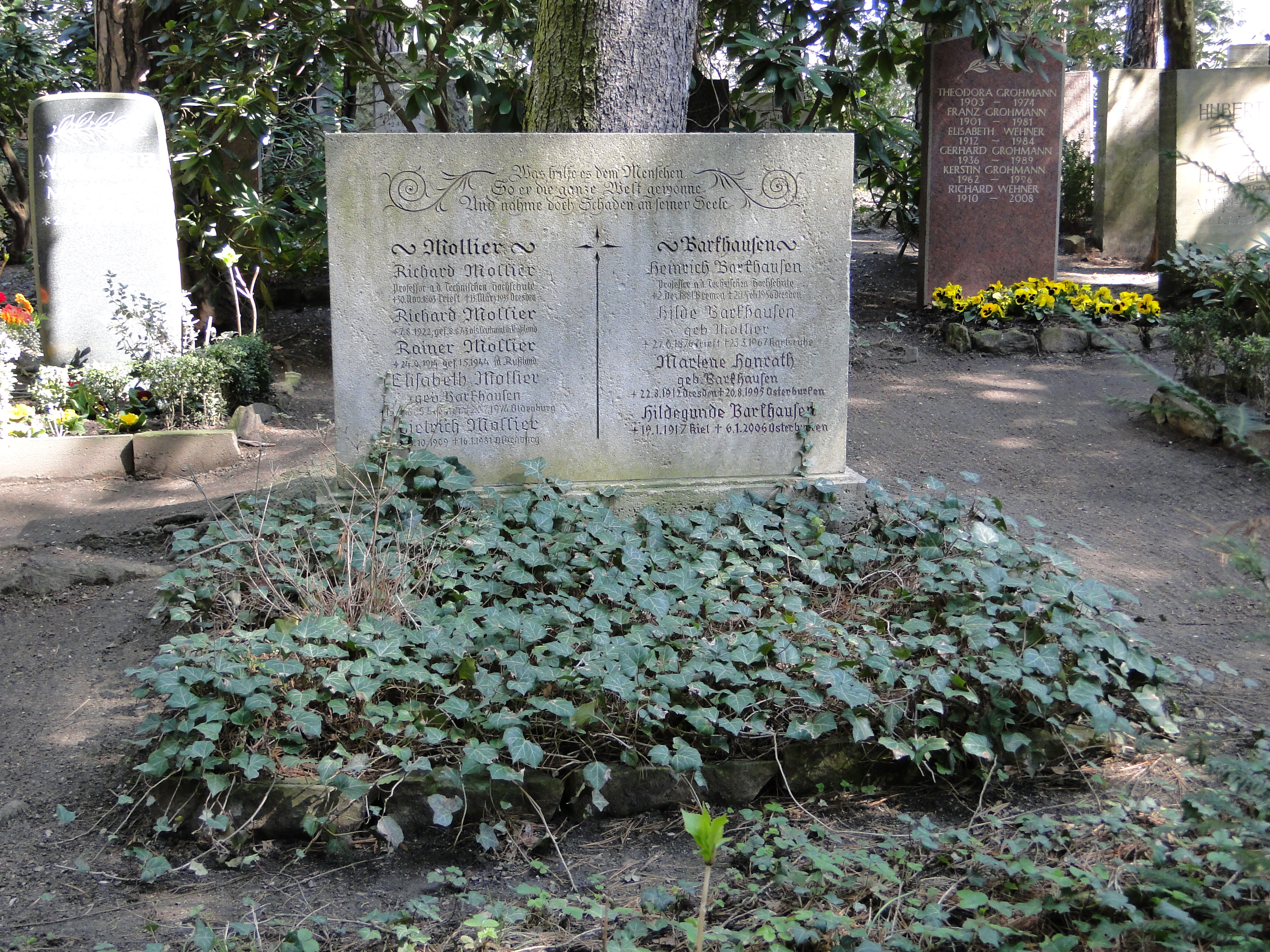
Heinrich Barkhausens Grab auf dem Urnenhain Tolkewitz

Nach einer entbehrungsreichen siebentägigen Reise konnte Heinrich Barkhausen im Juni 1946 wieder nach Dresden zurückkehren. Gemeinsam mit seinem Assistenten Heinz Schönfeld baute er – mit nunmehr 65 Jahren – das Institut für Schwachstromtechnik erneut aus kleinen Anfängen heraus auf. Dabei kam er schnell voran und konnte 1950 verkünden, es sei „… baulich an unserer Hochschule Gewaltiges geleistet worden“. Nun kam es auch zum seit 1919 geplanten Neubau, dessen erster Abschnitt 1951 fertiggestellt werden konnte. Im Jahr 1949 erhielt Barkhausen den DDR-Nationalpreis II. Klasse für Wissenschaft und Technik, am 1. September 1953 ging er als Professor und Direktor des Instituts für Schwachstromtechnik in den Ruhestand. In den letzten Jahren seines Lebens nahm Barkhausen auch noch an der Transistor-Entwicklung teil. Für die Technische Universität Dresden war er Namensgeber des Hauptgebäudes der Fakultät Elektrotechnik und Informationstechnik.
Heinrich Barkhausen starb 1956 in Dresden. Sein Grab befindet sich auf dem Urnenhain Tolkewitz.

## Fotografische Darstellung Heinrich Barkhausens
- Li Naewiger: Heinrich Barkhausen (um 1955)[2]

## Ehrungen
1943 wurde er zum Ordentlichen Mitglied der Sächsischen Akademie der Wissenschaften und 1949 der Deutschen Akademie der Wissenschaften zu Berlin gewählt.

## Würdigung
Nach Heinrich Barkhausen wurde ein Gebäude der TU Dresden, der Barkhausen-Bau, benannt. Außerdem trägt eine Straße in Dresden-Räcknitz seinen Namen. Der Materialforschungsverbund Dresden, die TU Dresden und EUCEMAN vergeben seit 2006 jährlich den internationalen Dresden Barkhausen Award. In der Tageszeitung „Dresdner Neueste Nachrichten“ wurde er im Jahre 2000 zu einem der „100 Dresdner des 20. Jahrhunderts“ gewählt.
In Hamburg-Hummelsbüttel wurde 1965 der Barkhausenweg nach ihm benannt.

## Werke
Seine vierbändige Monografie Lehrbuch der Elektronenröhren, Elektronenröhren und ihre technischen Anwendungen, Hirzel-Verlag, Leipzig, umfasst folgende Teile:
- Band 1: Allgemeine Grundlagen
- Band 2: Verstärker
- Band 3: Rückkopplung
- Band 4: Gleichrichter und Empfänger